# سترات الليثيوم
 سترات الليثيوم  مركب كيميائي له الصيغة Li3C6H5O7، ويكون على شكل مسحوق بلوري أبيض، وهو ملح الليثيوم لحمض الستريك.

## الخواص
- يمتاز سترات اللليثيوم مثل بعض مركبات الليثيوم بخواصه المهدئة، ويستخدم في تركيب بعض مهدئات الاضطرابات العصبية.[3]
- المحاليل المائية للمركب ذات صفة قاعدية ضعيفة، حيث أن الأس الهيدروجيني لمحلول 1.5 M له قيمة تتراوح بين 8.0-9.5 عند الدرجة 25 °س.[4]

### البنية
تتبع بلورات سترات الليثيوم أحادي الهيدرات النظام البلوري ثلاثي الميل، والمجموعة الفراغية P 1.

## التحضير
يحضر سترات الليثيوم من تفاعل حمض الستريك مع كربونات الليثيوم حسب المعادلة:
2 H3C6H5O7 + 3 Li2CO3 → 2 Li3(C3H5O(COO)3) + 3 H2O + 3 CO2

## الاستخدامات
- استخدم سترات الليثيوم سابقاً في تركيب المشروب الغازي سفن أب 7Up، والذي سمي أول ما أنتج عام 1929 باسم "Bib-Label Lithiated Lemon-Lime Soda"، حيث تشير كلمة Lithiated إلى احتوائه على سترات الليثيوم، إلا أن المركب لم يعد يضاف إلى المشروب مثل 1950.[6]
- يستخدم سترات الليثيوم رباعي الهيدرات في علاج داء هنتنغتون.[7] كما أظهرت بعض الأبحاث [8] استعماله في علاج مرض كانافان Canavan disease